# Ženeva
 Ovo je glavno značenje pojma Ženeva. Za istoimeni kanton pogledajte Kanton Ženeva.
Ženeva (fr. Genève, njem. Genf, tal. Ginevra, roh. Genevra) je drugi grad po veličini u Švicarskoj. Nalazi se na mjestu gdje se Ženevsko jezero (na francuskom: Lac Léman) ulijeva u rijeku Ronu. Glavni je grad Ženevskog kantona. Ženeva ima 185.526 stanovnika (2004.), a s predgrađima, koji se prostiru čak i u Francusku, 645.000 stanovnika (2000.). Svoj visoki međunarodni ugled grad je stekao kroz postojanu ulogu u svjetskoj politici kao sjedište brojnih međunarodnih organizacija, uključujući europsko sjedište Ujedinjenih naroda.

## Povijest
Ženeva je bilo ime jednog keltskog naselja. Ime Genava (ili Genua) na latinskom se prvi put spominje u spisima Julija Cezara u De Bello Gallico, njegovim komentarima o Galskim ratovima. Njeno je ime vjerojatno identično s imenom ligurijskog grada Genua (današnja Genova), koje znači "koljeno", odnosno "ugao", i upućuje na geografsku poziciju grada. Nakon rimskog osvajanja, grad je postao Provincia Romana.
U 9. stoljeću Ženeva je postala glavnim gradom Burgundije. Iako su Ženevom vladali Burgundi, Franci i carevi Svetog Rimskog Carstva, njom su praktički upravljali njeni biskupi, sve do Reformacije kada je grad postao republika.
Zbog djelovanja reformatora poput Jeana Calvina, Ženeva je ponekad nazivana protestantskim Rimom. U 16. stoljeću Ženeva je bila centar kalvinizma; Katedrala sv. Petra, danas znana kao Stari grad, bila je crkva Jeana Calvina. U vrijeme kada je Engleskom vladala kraljica Marija I., koja je protjerivala protestante, velik broj protestantskih učenjaka našao je utočište u Ženevi. Među njima je bio i William Whittingham koji je nadgledao prijevod Ženevske Biblije u suradnji s Milesom Coverdaleom, Christopherom Goodmanom, Anthonyjem Gilbyjem, Thomasom Sampsonom i Williamom Coleom.
Jedan od glavnih događaja u ženevskoj povijesti je Eskalada. Za građane Ženeve Eskalada je simbol njihove nezavisnosti. Eskalada ("mjerenje zidova") bila je konačni pokušaj u nizu napada Savoja u 16. stoljeću, koji su željeli pripojiti Ženevu. Posljednji napad dogodio se u noći između 11. i 12. prosinca 1602. i slavi se godišnje u Starom gradu mnogobrojnim demonstracijama i konjskim paradama, topovima i vojnicima u odorama iz tog vremena. 
Ženeva, ili službeno Kanton i republika Ženeva, postala je švicarski kanton 1815.

## Obrazovanje
Ženeva je sjedište jednog od najstarijih sveučilišta na svijetu. Ženevsko sveučilište osnovano je 1559., a u njegovu sklopu djeluje i jedna od najprestižnijih diplomatskih akademija, Škola za diplomaciju i međunarodne odnose.

## Međunarodne organizacije
Ženeva je sjedište mnogim međunarodnim organizacijama, uključujući Ured Ujedinjenih naroda u Ženevi i nekoliko drugih organizacija Ujedinjenih naroda, kao što su Svjetska zdravstvena organizacija (WHO), Međunarodna organizacija rada, Visoki komesarijat UN-a za izbjeglice, Visoki komesarijat UN-a za ljudska prava, Međunarodna telekomunikacijska unija, Svjetska organizacija meteorologa i Svjetska trgovinska organizacija (WTO). 
Ženeva je također sjedište Europskog vijeća za nuklearna istraživanja (CERN), Međunarodne organizacije za standardizaciju (ISO), Svjetskog saveza crkava, World Wide Web Virtual Libraryja, Svjetskog ekonomskog foruma, Međunarodnog odbora Crvenog križa i Međunarodne udruge za AIDS. U Ženevi je i sjedište Europske radiodifuzijske unije (EBU), koja je najpoznatija kao organizator natjecanja Pjesma Eurovizije.
Ženeva je bila sjedište i "Lige naroda" od 1919. do njene propasti 1946. Liga se najprije nalazila u Palači Wilson, a potom u Palači naroda, gdje su danas smješteni Ujedinjeni narodi.

## Gospodarstvo
Mnoge multinacionalne kompanije kao Procter & Gamble, Serono, Firmenich, Givaudan i MSC Cruises imaju glavna europska sjedišta upravo u Ženevi.

## Vanjske poveznice
- www.ville-geneve.ch - Službena internet prezentacija
- Turizam u Ženevi  Arhivirana inačica izvorne stranice od 22. studenoga 2012. (Wayback Machine)
- Kratka povijest Ženeve (na engleskom)
- Informacije o Ženevi
- Ženevski javni prijevoz